# Friedrich Wilhelm Jahr
Friedrich Wilhelm Jahr (* 13. März 1707 in Goßmar; † 31. Dezember 1755 in Wittenberg) war ein deutscher lutherischer Theologe.

## Leben
Friedrich Wilhelm Jahr wurde 1707 als Sohn des Pfarrers und Superintendenten in Sonnewalde Johann Georg Jahr und dessen Frau Anna Maria (geb. Lehmann aus Baruth) geboren. Er erhielt seinen ersten Unterricht von seinem Vater und von Privatlehrern. Danach besuchte er ab 1720 die Schule in Luckau und ab 1725 das Gymnasium in Bautzen. Am 30. April 1727 immatrikulierte er sich an der Universität Wittenberg, wo er am 29. April 1730 den akademischen Grad eines Magisters der Philosophie erwarb. Nachdem er am 24. Februar 1731 die Vorleseerlaubnis für Universität als Magister Legens erworben hatte, wurde er am 5. Oktober 1736 als Adjunkt an der philosophischen Fakultät der Wittenberger Hochschule aufgenommen.
Nachdem er dort im Wintersemester 1740/41 Dekan der Einrichtung gewesen war und schwer eine Professur an der Wittenberger Akademie erringen konnte, ging er 1741 als Substitut des Superintendenten nach Jessen und wurde dort 1742 Oberpfarrer und Superintendent. Um seine Aufgaben in diesem Amt erfüllen zu können, promovierte er in Wittenberg am 5. Oktober 1744 zum Lizentiaten und am 29. November 1744 zum Doktor der Theologie. 1755 übernahm er in Wittenberg die vierte theologische Professur und verwaltete damit die kurfürstlichen Stipendiaten. Lange Wirksamkeit war ihm jedoch nicht beschieden, da er schon im Antrittsjahr starb.

## Genealogie
Genealogisch wäre anzumerken, dass er am 7. Oktober 1744 in Luckau mit Elenora Johanna Henriette, Tochter des Bürgermeisters von Luckau Johann Christoph Ösel, geheiratet hatte. Aus dieser Ehe sind folgende Kinder bekannt.
- Friederike Wilhelmine Henriette Jahr (* 19. März 1746 in Jessen) verh. 8. November 1768 in Lujau Johann Simon Schernhauer, Pfarrer Petkus
- Johanna Elenora Caroline Jahr (* 27. September 1752 in Jessen)

## Werkauswahl
- De Sacrificiis Gentilium Hilastikois Ex Veterum Ebraeorum Disciplina Deductis. Schlomach, Wittenberg 1731. (Digitalisat)
- De Oratore sacro e Ciceronis disciplina informato, brevis commentatio, accedunt pia vota, quibus C. G. Clugio cum Archi-Diaconatus munus in se reciperet felicissima quaeque apprecatur. Gerdes, Wittenberg 1732. (Digitalisat)
- Caussas Corruptae Eloquentiae Sacrae. (Resp. Christian Gottlob Schumann) Eichsfeld, Wittenberg 1733. (Digitalisat)
- In caussas corruptae eloquentiae sacrae altera hac disputatione. Eichsfeld, Wittenberg 1734. (Digitalisat)
- De commoda in omni lingva vernacvla philosophandi ratione. (Resp. Gottlob Kluge) Eichsfeld, Wittenberg 1736. (Digitalisat)
- De persuasionis natura atque affectione. (Resp. Christian Albrecht Goeze) Koberstein, Wittenberg 1736. (Digitalisat)
- De Argumentorum Permoventium Natura Atque Affectione. (Resp. Heinrich Friedrich Beck) Eichsfeld, Wittenberg 1737. (Digitalisat)
- Systema influxus physici in pristinum dignitatis splendorisque statum restitutum. Hake, Wittenberg 1739. (Digitalisat)
- Qvaestiones Qvibus Diligenter Illvstris VVolfii Sententias Expendit Philosophicae. 2 Bände. Bossögel, Wittenberg 1739. (Digitalisat Band 1), (Band 2)
- Diss. de permissione mali. Wittenberg 1740
- De illustrioribus quibusdem orotorum formis. Wittenberg 1741
- Von den unveränderlichen Gesetzen der Natur. Wittenberg 1741
- Doctrinae Evangelico-Lutheranae de Praedestinatione Systema. Wittenberg 1753
- Progr. de elencho, e civitate Dei non eiiciendo, sed ad Spirítus S. exemplum dirigendo. Wittenberg 1754